# Партенокарпија
Партенокарпија је стварање и развој плода без оплођења. У ботаници и хортикултури партенокарпија значи „девичански плод“ — плод се развија без оплођења и самим тим је неплодан (без семена). Партенокарпија се појављује у природи као мутација, док се у пољопривреди, посебно воћарству, вештачки изазива како би се добио већи плод (нпр. крушке без семена).